# Aris Fioretos

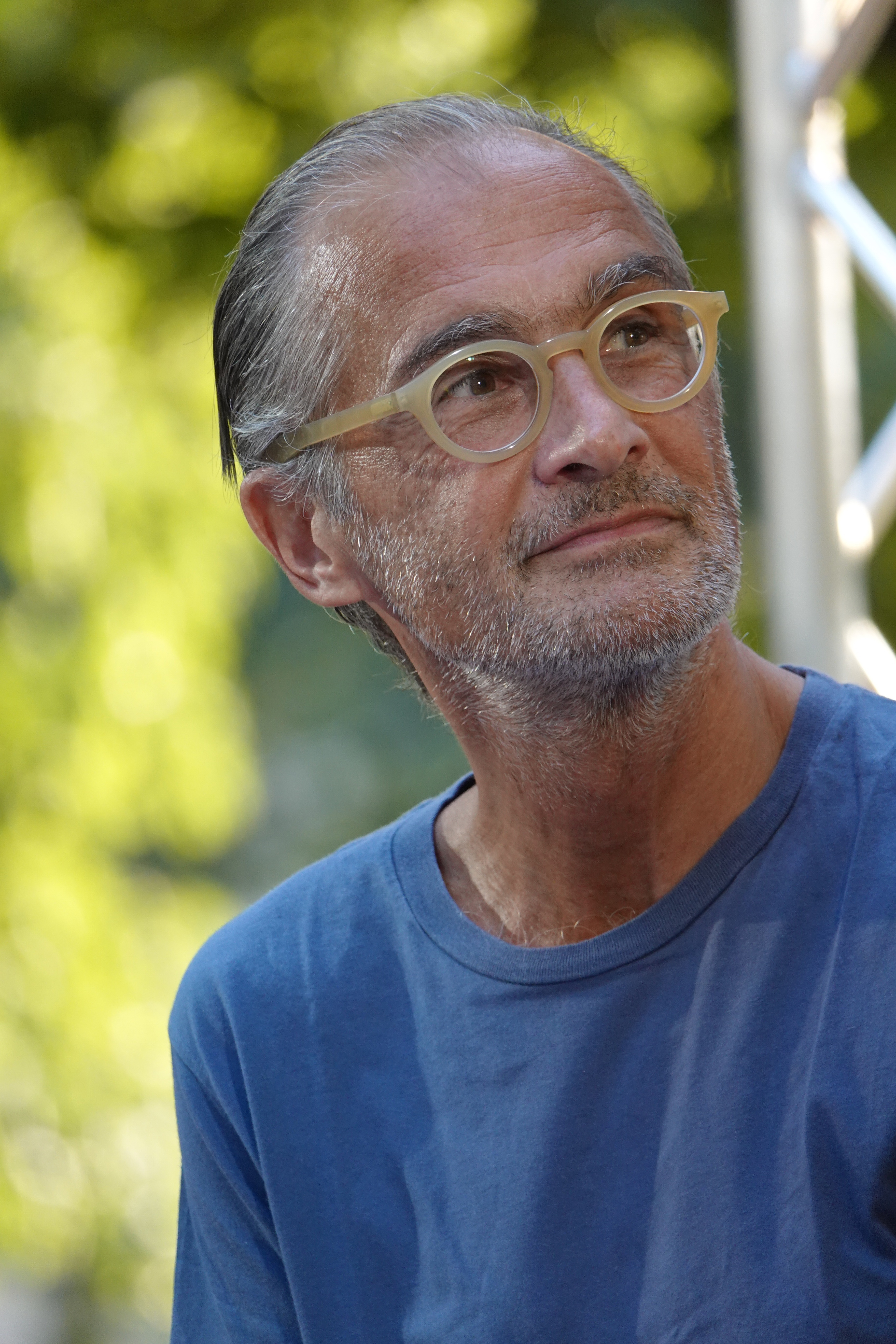
Aris Fioretos 2024

Aris Fioretos (griechisch Άρης Φιορέτος, * 6. Februar 1960 in Göteborg) ist ein schwedischer Schriftsteller österreichisch-griechischer Herkunft.

## Leben
Aris Fioretos wurde 1960 als Sohn eines griechischen Vaters und einer österreichischen Mutter in Schweden geboren. Er studierte Vergleichende Literaturwissenschaft an der Universität Stockholm, an der École pratique des hautes études in Paris und an der Yale University. Die Promotion erfolgte 1991, die Habilitation 2001.
Fioretos veröffentlichte sein erstes literarisches Werk 1991. Seine folgenden Bücher wurden in mehrere Sprachen übersetzt – darunter Deutsch, Englisch, Französisch, Niederländisch, Griechisch, Norwegisch und Serbisch. Den deutschen Lesern wurde er 1995 in der Literaturzeitschrift Akzente vorgestellt. Im Jahr 2011 sorgte der Roman Der letzte Grieche für Aufsehen. Fioretos übersetzte zudem mehrere Bücher, u. a. von Paul Auster, Friedrich Hölderlin, Vladimir Nabokov, Walter Serner, Peter Waterhouse und Jan Wagner. Er erhielt zahlreiche Preise und Stipendien, u. a. vom Getty Center, der Schwedischen Akademie, dem Berliner Künstlerprogramm des DAAD sowie der American Academy in Berlin und All Souls College, Oxford University.
Seit 1997 lebt Fioretos als freier Schriftsteller in Stockholm und Berlin. Von 2004 bis 2007 war er Botschaftsrat für kulturelle Fragen an der Schwedischen Botschaft in Berlin. Seit 2010 ist er Professor für Ästhetik an der Hochschule Södertörn bei Stockholm. Im selben Jahr wurde er zum Mitglied der Deutschen Akademie für Sprache und Dichtung in Darmstadt berufen und anschließend zu einem der drei Vize-Präsidenten gewählt. Seit 2022 ist er Mitglied der Akademie der Künste, Berlin. Von 2011 bis 2014 hatte er die Dag-Hammarskjöld-Gastprofessur im Nordeuropa-Institut der Humboldt-Universität zu Berlin inne. Am 16. Juli 2010 wurde Fioretos' Beitrag zu einer der beliebtesten Rundfunksendungen Schwedens, Sommar („Sommer“), einer Reihe Selbstporträts von bekannten und unbekannten Schweden, ausgestrahlt. Im Mai 2025 fand die erste internationale Tagung zu seinem Werk an der Universität Zürich statt.

## Werke

### Belletristik
- Delandets bok (‚Das Buch der Teilung‘; Prosalyrik, 1991)
- Vanitasrutinerna (‚Die Vanitasroutinen‘; Prosa, 1998)
- Stockholm noir (Roman, 2000); revidierte Fassung als Irma, 25 (2019)
  - deutsch als: Die Seelensucherin. Übersetzung Paul Berf. Dumont Verlag, Köln 2000, ISBN 3-7701-5352-9
- Sanningen om Sascha Knisch (Roman, 2002); revidierte Fassung (2019)
  - deutsch als: Die Wahrheit über Sascha Knisch. Übersetzung Paul Berf. Dumont Verlag, Köln 2003, ISBN 3-8321-7828-7
- Den siste greken (Roman, 2009)
  - deutsch als: Der letzte Grieche. Übersetzung Paul Berf. Hanser Verlag, München 2011, ISBN 978-3-446-23633-2
- Halva solen (Prosa, 2012)
  - deutsch als: Die halbe Sonne. Übersetzung Paul Berf. Hanser Verlag, München 2013, ISBN 978-3-446-24121-3
- Mary (Roman, 2015)
  - deutsch als: Mary. Übersetzung Paul Berf. Hanser Verlag, München 2016, ISBN 978-3-446-25270-7[4]
- Nelly B:s hjärta (Roman, 2018)
  - deutsch als: Nelly B.s Herz. Übersetzung Paul Berf. Hanser Verlag, München 2020, ISBN 978-3-446-26560-8
- Atlas (Prosa, 2019)
  - deutsch als: Atlas. Fallgeschichten zur Vermessung von Körper und Seele. Gekürzte Fassung. Übersetzung Paul Berf. Residenz Verlag, Wien und Salzburg 2020, ISBN 978-3-7017-3518-1
- De tunna gudarna (Roman, 2022)
  - deutsch als: Die dünnen Götter. Übersetzung Paul Berf. Hanser Verlag, München 2024, ISBN 978-3-446-27953-7[5]
- Grå kvartett (‚Graues Quartet‘; Prosalyrik, Essay und Prosa, 2024): Revidierte Fassungen der ersten vier Bücher des Autors sowie ein langes Gespräch, Den tredje handen (‚Die dritte Hand‘) genannt, mit Cornelia Jentzsch

### Essays
- Den grå boken (Essay, 1994)
  - englisch als: The Gray Book. Übersetzung des Autors. Stanford University Press, Stanford 1999
- En bok om fantomer (‚Ein Buch über Phantome‘; Essay, 1996)
- Skallarna, mit Katarina Frostenson (Essay, 2001)
  - deutsch als: Mein schwarzer Schädel. Übersetzung Paul Berf. DAAD Künstlerprogramm, Berlin 2003, ISBN 3-89357-108-6
- Vidden av en fot (Essays, Erzählungen, Gedichte, Aphorismen, 2008)
  - deutsch als: Das Maß eines Fußes. Übersetzung Paul Berf. Carl Hanser Verlag, München 2008, ISBN 978-3-446-23056-9
- Avtalad tid, Gespräche mit Durs Grünbein (2012)
  - deutsch als: Verabredungen. Suhrkamp Verlag, Berlin 2013, ISBN 978-3-518-42388-2
- Vatten, gåshud (Essay, 2016)
  - deutsch als: Wasser, Gänsehaut. Übersetzung Paul Berf. Hanser Verlag, München 2017, ISBN 978-3-446-25657-6
- Nabokovs ryggrad (‚Nabokovs Rückgrat‘; Essay, 2024)
- Solar plexus (‚Solarplexus‘; Frankfurter Poetikvorlesungen, 2025)

### Wissenschaftliche Arbeiten
- Det kritiska ögonblicket: Hölderlin, Benjamin, Celan (‚Der kritische Augenblick‘; 1991)
- Flykt och förvandling (Bildbiographie, 2010)
  - deutsch als: Flucht und Verwandlung. Nelly Sachs, Schriftstellerin, Berlin/Stockholm. Übersetzung Paul Berf. Suhrkamp Verlag, Berlin 2010, ISBN 978-3-518-42159-8

Als Herausgeber
- Word Traces: New Readings of Paul Celan (Johns Hopkins University Press, 1994)
- The Solid Letter: Readings of Friedrich Hölderlin (Stanford University Press, 1999)
- Re: the Rainbow (Propexus, 2004)
- Berlin über und unter der Erde. Alfred Grenander, die U-Bahn und die Kultur der Metropole. Nicolai Verlag, Berlin 2006, ISBN 3-89479-344-9
- Babel. Festschrift für Werner Hamacher. Engeler Verlag, Weil am Rhein 2009, ISBN 978-3-938767-55-9
- Paul Celan – Gedichte. Auswahl und Nachwort von Aris Fioretos. Mit Radierungen von Gisèle Celan-Lestrange. Suhrkamp Verlag, Berlin 2011, ISBN 978-3-518-22461-8

## Auszeichnungen
- 1989: The A. Owen Aldridge Prize, ACLA
- 1994: Stipendium ur Karin och Karl Ragnar Gierows donationsfond, Svenska Akademien
- 2000: De Nios Vinterpris
- 2003: Lydia och Herman Erikssons stipendium, Svenska Akademien
- 2009: Gleerups litterära pris
- 2010: Romanpreis des Schwedischen Radios
- 2011: Preis der SWR-Bestenliste
- 2011: Sture Linnérs Pris
- 2011: Kellgrenpriset, Svenska Akademien
- 2012: Sorescupriset
- 2013: Independent Publisher Book Award, Kategorie Biography
- 2013: Großer Preis des Samfundet De Nio
- 2016: Romanpreis des Schwedischen Radios für Mary
- 2017: Jeanette Schocken Preis der Stadt Bremerhaven, insbesondere für seinen Roman Mary
- 2018: Essäpriset, Svenska Akademien
- 2020: Bundesverdienstkreuz am Bande für „besondere Verdienste um die Bundesrepublik Deutschland“
- 2024: Frankfurter Poetikvorlesungen: „Solarplexus. Über den Schriftsteller und seinen Körper“